# Isochromodes rasata
Isochromodes rasata är en fjärilsart som beskrevs av Paul Dognin 1896. Isochromodes rasata ingår i släktet Isochromodes och familjen mätare. Inga underarter finns listade i Catalogue of Life.